# Afrixalus clarkei
Espèce
Synonymes
- Afrixalus clarkeorum Largen, 1974

Statut de conservation UICN

 EN B1ab(iii) : En danger
Afrixalus clarkei est une espèce d'amphibiens de la famille des Hyperoliidae.

## Répartition
Cette espèce est endémique du Sud-Ouest de l'Éthiopie. Elle se rencontre entre 820 et 1 800 m d'altitude dans les alentours de Bonga et de Godere,.

## Publication originale
- Largen, 1974 : The status of the genus Afrixalus (Amphibia, Anura, Hyperoliidae) in Ethiopia, including descriptions of two new species. Monitore Zoologico Italiano N.S. Supplemento, vol. 5, p. 111-127.